# Kubinyi Pál
Felsőkubini és deményfalvi Kubinyi Pál (Borsodnádasd, 1870. március 20. – Budapest, 1928. november 23.) orvos, szülész-nőgyógyász, egyetemi tanár.

## Élete
Kubinyi Pál (1836–1913) és Ferdinandy Hermina (1848–1927) gyermekeként született nemesi családban. A Besztercebányai Királyi Katolikus Főgimnáziumban érettségizett (1887). A Budapesti Tudományegyetemen 1892. december 24-én avatták orvosdoktorrá. 1893-ban a Tauffer Vilmos vezetése alatt működő Szülészeti és Nőgyógyászati Kóroda gyakornokaként kezdte pályáját. 1900. július 1-jén kinevezték a II. sz. Női Klinika első tanársegédévé. 
1908-ban elfogadta a budapesti Apponyi Poliklinika főorvosi állását. A következő évben a Budapesti Tudományegyetemen a szülészet és gyermekágy-patológia című tárgykörből magántanárrá habilitálták. 1918-ig vezette a Poliklinika szülészeti osztályát. Ebben az évben meghívták a Kolozsvári Magyar Királyi Ferenc József Tudományegyetem Szülészeti- és Nőgyógyászati Klinikájára, azonban Erdély elcsatolásával nem foglalhatta el az állást. Rövid ideig a Budapestre költözött egyetem hallgatóinak ő adta elő a szülészetet és nőgyógyászatot, majd 1921-ben a Szegedre telepített kolozsvári egyetem nőgyógyászati klinikájának igazgatója lett. 
1926-ban meghívást kapott egykori katedrájára. 1926 szeptemberében tartotta tanszékfoglaló előadását a budapesti Pázmány Péter Tudományegyetem I. sz. Nőgyógyászati Klinikáján. A következő év elején operálás közben jobboldali szélhűdés érte, életének utolsó két évében tolókocsival közlekedett.  
Halálát 1928. november 23-án egy újabb agyvérzés okozta. Otthonában, a Múzeum körút 41. szám alatt hunyt el. 
Miskolcon, a családi sírboltban helyezték nyugalomra. 

### Családja
Felesége Bartányi Anna (1878– Szeged, 1926. április 5.) volt, Bartányi Gyula ügyvéd lánya, akivel 1912. december 21-én Miskolcon kötött házasságot. 
Három gyermeke született:
- Kubinyi Pál (1914–1942) bírósági jegyző
- Kubinyi Anna (1916–?), vitéz gyöngyösi Petheő Béláné
- Kubinyi János (1919–2000)

## Főbb művei
- A méhrák és gyógyítása klinikai tapasztalatok alapján (Budapest, 1907)